# Шаломино (Ленинградская область)
Шаломино — деревня в Осьминском сельском поселении Лужского района Ленинградской области.

## История
ШАЛОМАНА — деревня владельческая при реке Сабе, число дворов — 4, число жителей: 10 м. п., 13 ж. п. (1862 год)

Согласно материалам по статистике народного хозяйства Лужского уезда 1891 года, имение при селении Шаломана площадью 1100 десятин принадлежало купцу С. Т. Кудряшову, имение было приобретено в 1880 году за 2650 рублей.
В XIX — начале XX века деревня административно относилась к Красногорской волости 2-го земского участка 1-го стана Лужского уезда Санкт-Петербургской губернии.
По данным «Памятных книжек Санкт-Петербургской губернии» за 1900 и 1905 годы, деревня называлась Шаломаны (Шоломно) и входила в Польское сельское общество, 1100 десятин земли в деревне принадлежали потомственному почётному гражданину Павлу Алексеевичу Кочневу.
С 1917 по 1919 год деревня Шаломино входила в состав Польского сельсовета Красногорской волости Лужского уезда.
С 1920 года, в составе Захонского сельсовета. 

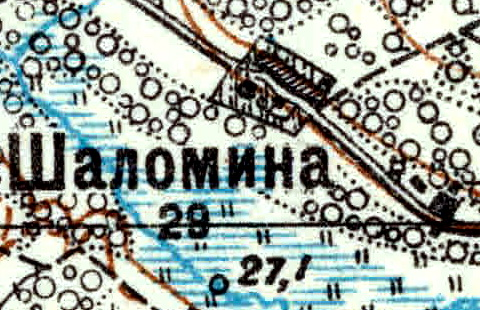
Деревня Шаломино карте 1926 года

Согласно топографической карте 1926 года деревня называлась Шаломина и насчитывала 29 крестьянских дворов.
С 1927 года, в составе Толмачёвской волости, а затем Осьминского района. 
В 1928 году население деревни Шаломино составляло 100 человек.
По данным 1933 года деревня Шаломино входила в состав Захонского сельсовета Осьминского района.
C 1 августа 1941 года по 31 января 1944 года деревня находилась в оккупации.
С 1961 года, в составе Сланцевского района.
С 1963 года, в составе Лужского района.
В 1965 году население деревни Шаломино составляло 56 человек.
По данным 1966 года деревня Шаломино входила в состав Захонского сельсовета Лужского района.
По данным 1973 и 1990 годов деревня Шаломино входила в состав Осьминского сельсовета.
По данным 1997 года в деревне Шаломино Осьминской волости проживали 14 человек, в 2002 году — также 14 человек (русские — 93 %).
В 2007 году в деревне Шаломино Осьминского СП проживали 8 человек.

## География
Деревня расположена в северо-западной части района на автодороге 41А-186 (Толмачёво — автодорога «Нарва»).
Расстояние до административного центра поселения — 24 км.
Расстояние до ближайшей железнодорожной станции Толмачёво — 42 км. 
Деревня находится близ правого берега реки Саба, близ деревни протекает Шеломинский ручей.

## Демография
| 1862 | 1928 | 1965 | 1997 | 2007 | 2010 | 2017 |
| ---- | ---- | ---- | ---- | ---- | ---- | ---- |
| 23   | ↗100 | ↘56  | ↘14  | ↘8   | →8   | ↘4   |

## Достопримечательности
Деревянная часовня во имя Святого благоверного князя Александра Невского, постройки конца XIX — начала XX века, действующая.

## Улицы
Садовая.